# Drottningbotia
Drottningbotia (Botia dario) är en sötvattenslevande fisk i familjen nissögefiskar som finns i Indien och Bangladesh. Den är också en populär akvariefisk.

## Utseende
Drottningbotian har en långsträckt och från sidorna ihoptryckt kropp. Huvudet har en sluttande panna och liten mun som vetter neråt och omges av 8 parvisa skäggtömmar. Kroppen har 7 bruna till svarta band, omgivna av högst lika breda, gula band. Stjärtfenan har 2 till 4 avbrutna mörka band. Som mest kan arten bli 15 cm lång.

## Vanor
Arten är en sötvattensfisk som lever i floder, kanaler och andra rinnande vatten. Den kan även förekomma på översvämmade fält i anslutning till floder. Födan utgörs av olika bottenorganismer, inte minst snäckor.

## Utbredning
Drottningbotian finns i Ganges och Brahmaputras flodsystem i Indien samt i Meghna i Bangladesh. Den har även rapporterats från Bhutan.

## Status
Arten är klassificerad som livskraftig ("LC") av IUCN, men det existerar ändå vissa hot mot arten: Dels habitatförlust, dels insamling för akvariebruk. Någon akut fara för arten föreligger emellertid inte, men IUCN rekommenderar att man bevakar dess utveckling.

## Kommersiell användning
Kommersiell insamling för akvariehobbyn förekommer. Den betraktas dessutom lokalt som en god matfisk.

## Akvariefisk
Drottningbotian är en populär akvariefisk som trivs bäst i mindre stim, och i ett akvarium med flera gömställen. Vattnet bör hålla mellan 23 och 26°C och ett pH från 6,5 till 7,5.
Arten tar torrfoder men bör erbjudas en varierad kost med både animaliskt foder som levande eller frusen "blodmask" (fjädermygglarver), tubifex, saltkräftor och liknande, samt vegetabiliskt foder som bitar av gurka, melon, förvälld spenat, squash med mera.